# 마웅 마웅 르윙
마웅 마웅 르윙(버마어: မောင်မောင်လွင် 마웅 마웅 르윙, 1995년 6월 18일 ~ )은 미얀마의 축구 선수이다.
2025년 프리시즌에 열린 맨체스터 유나이티드와의 친선경기에서 골을 넣었다. 결과는 1:0 승리이다.

## 수상 기록

### 대회 기록
- 양곤 유나이티드 FC (2017~2021)
  - 미얀마 내셔널 리그: 2018
  - MFF 채리티컵: 2018
- 람푼 워리어스 FC (2021~ )
  - 타이 리그 2: 2021~2022
- 미얀마 축구 국가대표팀
  - 트라이네이션스 시리즈 준우승: 2023

### 개인 수상
- 미얀마 내셔널 리그 올해의 선수: 2018